# Université de Burao
L'université de Burao (en anglais : University of Burao ou UB) est une université publique somalilandaise fondée en 2004 et située à Burao, la deuxième plus grande ville du Somaliland, un état auto-proclamé.